# Risque-Tout
Risque-Tout est un journal hebdomadaire de bande dessinée belge paru entre le 24 novembre 1955 et le 1er novembre 1956 aux éditions Dupuis.
Le magazine, imprimé en offset quadrichromique, présentait la particularité d'avoir le format d'un quotidien (grandes pages) et non d'un fascicule agrafé comme les autres magazines pour la jeunesse. Il faisait dans ses pages une grande part aux sciences par rapport à ceux-ci.

## Historique
Le 24 novembre 1955, les éditions Dupuis lancent l'hebdomadaire Risque-Tout, conçu par Georges Troisfontaines. Sa devise, portée en dessous du titre, est « Le journal du cran et de l'enthousiasme ». Un an après ce lancement, Risque-Tout n'a cependant pas trouvé un public suffisant et disparaît, laissant inachevées quelques séries de bande dessinée, dont Le Fils de l'aigle, qui sera repris dans Spirou.
Le niveau du journal est ambitieux, en particulier dans ses pages centrales d'actualité scientifique, qui vont de la reproduction des virus à la MHD, en passant par les enzymes et leurs possibles utilisations futures.
Risque-Tout cherchait aussi à transformer ses jeunes lecteurs en collaborateurs occasionnels. L'un d'eux, Claude Moine, arriva à faire accepter par le magazine deux de ses dessins, daté du 2 août 1956,   avant de rencontrer bien plus tard le succès sous le nom d'Eddy Mitchell. L'un de ces dessins est exposé au musée de la bande dessinée d'Angoulême.

## Séries
- Marc Jaguar de Maurice Tillieux.
- Alain Cardan de Gérald Forton.
- André Lefort de Jean-Michel Charlier et Eddy Paape
- Buck Danny de Victor Hubinon.
- Johan et Pirlouit de Peyo.
- Tif et Tondu de Will et Maurice Rosy.
- Timour de Sirius.
- Lucky Luke de Morris et René Goscinny.
- La Patrouille des Castors de Mitacq.
- Bobosse de Remacle.
- Le Fils de l'aigle, qui sera repris dans Spirou à la disparition du magazine.
- Le capitaine Bibobu dont le scénariste et dessinateur était René Goscinny. Le titre originel était Capitaine Coquelet et c'est Yvan Delporte qui a imposé Bibobu, un nom qui convenait mieux pour la traduction néerlandaise.